# 陈益群
陈益群（1934年—），浙江杭州人，中华人民共和国政治人物，中国民主促进会中央委员会原秘书长、常务委员，第七、八届全国政协委员，第九、十届全国政协常委。

## 生平
1956年加入中国民主促进会。